# 广义矩估计
广义矩估计（英語：Generalized method of moments，縮寫為GMM）是统计学和计量经济学中常用的一种半参数估计方法，拉尔斯·彼得·汉森1982年根据卡尔·皮尔逊 1894年發明的矩估计发展而来。發明广义矩估计是汉森2013年获得諾貝爾經濟學獎的原因之一。
广义矩估计的产生主要使用時機是最小二乘法的严格假设条件不成立時（例：解釋變數與誤差項有相關性），並且不知道資料的機率分布，以致不能使用最大似然估计時，广义矩估计的宽松假设使得它在计量经济学中得到广泛应用。
广义矩估计具有一致性、漸近常態分布，有效率等性質。

## 估计方法描述
假设有{\displaystyle n}个来自某统计模型的观测值{\displaystyle \{z_{1},z_{2},\dots ,z_{n}\}}，并且已知下列{\displaystyle q}个矩（moment）条件成立，
{\displaystyle {\begin{aligned}E(m_{1}(z_{i},\theta ))&=0\\\vdots \\E(m_{q}(z_{i},\theta ))&=0.\end{aligned}}}其中，{\displaystyle \theta }是一个关于该统计模型的{\displaystyle p}维未知参数。另外，定义{\displaystyle m(z_{i},\theta )=(m_{1}(z_{i},\theta ),\dots ,m_{q}(z_{i},\theta ))\prime }成关于{\displaystyle \theta }的{\displaystyle q}维矩函数。所以，有条件
{\displaystyle E(m(z_{i},\theta ))=0.}给定一个{\displaystyle q\times q}的权重矩阵{\displaystyle W}，自然有
{\displaystyle E\left(m(z_{i},\theta )\prime Wm(z_{i},\theta )\right)=0.}
由此，关于未知参数{\displaystyle \theta }的广义矩估计量{\displaystyle {\hat {\theta }}}是
{\displaystyle {\hat {\theta }}=\arg \min _{\theta \in \Theta }\sum _{i=1}^{n}m(z_{i},\theta )\prime Wm(z_{i},\theta ).}
其中，{\displaystyle \Theta }是参数{\displaystyle \theta }的取值空间。